# Apeira marmorataria
Apeira marmorataria är en fjärilsart som beskrevs av John Henry Leech 1897. Apeira marmorataria ingår i släktet Apeira och familjen mätare. Inga underarter finns listade i Catalogue of Life.